# Tân, Cáp Nhĩ Tân
Tân (tiếng Trung: 宾县, Hán Việt: Tân huyện) là một huyện thuộc địa cấp thị Cáp Nhĩ Tân, tỉnh Hắc Long Giang, Cộng hòa Nhân dân Trung Hoa. Huyện này có diện tích 3846 km2, dân số 620.000 người, mã số bưu chính 150400. Trụ sở chính quyền huyện này ở trấn Tân Châu. Huyện Tân được chia ra thành 12 trấn (Tân Châu, Cư Nhân, Tân Tây, Đường Phường, Tân An, Tân Điện, Thắng Lợi, Ninh Viễn, Bài Độ, Bình Phường, Mãn Tỉnh, Thường An) và 5 hương: Vĩnh Hòa, Điểu Hà, Dân Hòa, Kinh Kiện, Tam Bảo).